# Crystal Clear

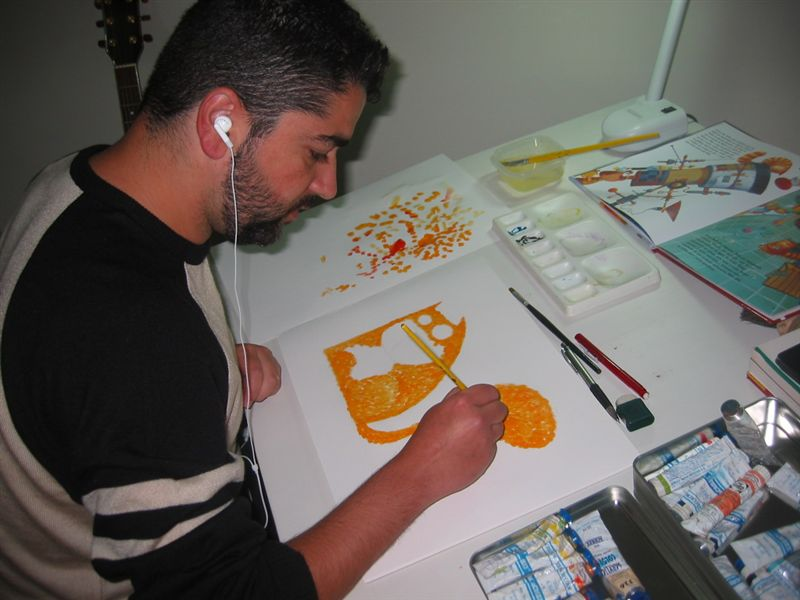
Everaldo Coelho

Crystal Clear是一套為KDE桌面系統創造的圖示組，於2001年，由Everaldo Coelho開始創造。Windows Vista使用了類似Crystal Clear的圖示組。圖片的分辨率是128×128象數，而且據GNU Lesser General Public License發佈。

## 外部連結
- Crystal Clear